# Athanasios Gavelas
Athanasios (Nasos) Gavelas (griechisch Αθανάσιος (Νάσος) Γκαβέλας; * 19. Dezember 1999 in Athen) ist ein griechischer Para-Leichtathlet, der an Wettkämpfen über 200, 100 und 60 Metern der Kategorie T11 für Athleten mit sehr stark eingeschränktem Sehvermögen oder Blindheit teilnimmt und bei zwei Paralympischen Sommerspielen Gold gewann.

## Leben
Athanasios Gavelas wuchs mit zwei Geschwistern in seiner Geburtsstadt Athen auf. Er begann sein Augenlicht im Alter von 10 Jahren durch die erblich bedingte Morbus Stargardt zu verlieren, die das Sehvermögen schrittweise bis zur Blindheit einschränkt. Als Schüler wollte er, nach dem Vorbild seines Vaters, Arzt werden, aber wegen seiner Krankheit beschloss Gavelas stattdessen Psychologie zu studieren, um Sportler in ihrem Alltag zu begleiten und zu unterstützen. Er schloss das öffentliche 1. Lyzeum von Neo Psychiko mit den Panhellenischen Prüfungen ab und nahm 2017 sein Studium der Psychologie an der Nationalen und Kapodistrias-Universität Athen auf, das er inzwischen abgeschlossen hat (Stand 2025).

## Sportkarriere
Seit seiner Kindheit begeisterte sich Athanasios Gavelas für Sport und spielte Fußball. Mit 17 Jahren begann er damit, Sprintstrecken zu trainieren. 2017 nahm er an den Para-Weltmeisterschaften in London teil, wo er in der Kategorie T12 auf Platz 14 kam. 2018 erreichte er bei den Para-Europameisterschaften in Berlin in derselben Kategorie über 100 Meter den ersten Platz mit einer Zeit von 11,47 Sekunden und wurde Europameister. Ein Jahr später kam er bei den Weltmeisterschaften in Dubai ins Halbfinale des 100-Meter-Laufs T12 und erreichte mit einer Zeit von 11,11 Sekunden den 8. Platz. Im Laufe seiner Karriere nahm er an vielen weiteren nationalen und internationalem Wettkämpfen teil und gewann zahlreiche Medaillen, wie beispielsweise beim Internationalen Para-Leichtathletik-Meeting in Marrakesch, wo er Gold über 200 Meter erzielte. Beim World Para Athletics Grand Prix in Dubai wurde er Erster beim 100-Meter-Lauf. Bei den Panhellenischen Para-Meisterschaften gewann er Gold mit 22,08 Sekunden über 200 Meter und gab dort sein Debüt im Weitsprung mit einem Sprung über 6,15 Meter.
Ab dem Jahr 2020 wechselte Gavelas von der Wettbewerbskategorie T12 zu T11. Er qualifizierte sich für die Paralympischen Sommerspiele 2020 von Tokio, die wegen der COVID-19-Pandemie erst 2021 stattfanden. Dort errang er die Goldmedaille und hält seitdem den Weltrekord über 100 Metern der Kategorie T11, die er in 10,82 Sekunden zurücklegte. Diesen Rekord stellte er mit seinem Begleiter Sotiris Garaganis auf. Über 60 Meter beträgt seine beste Zeit 7,07 Sekunden, ebenfalls ein Weltrekord, den er 2022 bei der griechischen Hallen-Meisterschaft in Athen aufstellte.
Durch die Goldmedaille bei den Para-Weltmeisterschaften 2023 gehört er zu den wenigen Sportlern, die bei Para-Europameisterschaften, Paralympischen Spielen und Para-Weltmeisterschaften Gold gewannen.
Sein Trainingspartner Dimitris Chrysafis verletzte sich vor den Paralympischen Sommerspielen 2024 von Paris, für die sich Gavelas qualifiziert hatte. Deshalb trat Gavelas mit einem neuen Begleiter, Giannis Nyfantopoulous, an den Start. Er gewann seine zweite olympische Goldmedaille in einer Zeit von 11,02 Sekunden vor dem Franzosen Timothée Adolphe und dem Chinesen Di Dongdong.

## Auszeichnungen
- 2021: Gazette Awards als bester Para-Sportler[3]
- 2022: das 1. Lyzeum von Neo Psychiko benannte seine Turnhalle nach ihm
- 2023: Sportler des Jahres in der Kategorie Para-Sportler, vergeben von dem Verband der Sportjournalisten[9]